# ريتا سارجسيان
ريتا ألكساندري سركسيان (6 مارس 1962 - 20 نوفمبر 2020) كانت زوجة سيرج سركسيان، رئيس أرمينيا من 2008 إلى 2018. ولدت لعائلة عسكرية وكانت تعمل مدرسة موسيقى.

## السيرة الذاتية
في عام 1983 تزوجت من زوجها سيرج. لديهم ابنتان، أنوش وساتنيك وأربعة أحفاد، مريم وريتا وآرا وسيرج.

### أنشطة السيدة الأولى
قامت ريتا سركسيان برعاية مؤسسة Donate Life الخيرية، والتي تساعد الأطفال الذين يعانون من سرطان الدم وأمراض خطيرة أخرى، بالإضافة إلى مؤسسات تساعد مرضى التوحد ومؤسسة أراجيل الوطنية. منذ عام 2010، شغل سركسيان منصب رئيس مجلس أمناء المؤسسة.
أقيمت العديد من المسابقات الدولية التالية تحت رعاية السيدة الأولى سركسيان، مثل مسابقة آرام خاتشاتوريان الدولية للموسيقى الكلاسيكية ومهرجان يريفان الدولي للموسيقى الذي استضافته الأوركسترا الوطنية الأرمنية.[بحاجة لمصدر]

## الوفاة
في نوفمبر من عام 2020، توفيت ريتا سركسيان عن عمر ناهز 58 عامًا بسبب مرض فيروس كورونا 2019. قدم رئيس الوزراء نيكول باشينيان التعازي، مشيرًا إلى أنها «قادت أنشطة اجتماعية وعامة قيمة تهدف إلى تعزيز الحياة الثقافية في البلاد». قام الرئيس أرمين سركسيان شخصيًا بزيارة سيرج للتعبير عن تعازيه.